# Micropsyrassa opaca
Micropsyrassa opaca là một loài bọ cánh cứng trong họ Cerambycidae.